# Государственный архив Львовской области
Государственный архив Львовской области — основное архивное учреждение Львовской области, в архиве находятся документы за 1787—1999 года.

## История
Изменение названия архива:
- Львовский областной исторический архив (1909—1941)
- Государственный архив Львовской области (1941—1958)
- Львовский областной государственный архив (1958—1980)
- Государственный архив Львовской области (с 1980 года)[1].

## Фонд
Архив содержит фонды учреждений и организаций периода Австро-Венгрии (1784—1918), Польши межвоенного периода (1918—1939); периода присоединения западноукраинских земель к УССР (1939—1941), периода войны (1941—1945), послевоенных времен (1945—1991). Документы архива освещают экономический, политический и культурный развитие Львовской и Дрогобычской областей.
Фонды учреждений периода господства Австро-Венгрии содержат сведения о деятельности органов местного самоуправления, суда, прокуратуры, полиции. Особую ценность имеют фонды Львовского магистрата, вузов; фонда Дирекции полиции во Львове содержит ценные документы по истории общественно-политических отношений во Львове (революционное движение, деятельность общественно-политических организаций, история прессы).
Фонды советского периода содержат документы органов государственной власти от облисполкомов в сельских советах, областных судов и прокуратур, статистических и финансовых учреждений, промышленных предприятий, банков, транспорта, вузов и школ Львовской области, научно-исследовательских институтов, творческих союзов, личные фонды.
Фонды учреждений и организаций периода нацистской оккупации (1941—1944) сохранились не полностью. Особый интерес исследователей вызывают фонды губернаторства дистрикта Галиции, Львовского и Дрогобычского окружных старост, Львовского городского староства, Команды украинской полиции во Львове, биржи труда, Бюро по вербовке населения на работу в Германию и некоторые другие.
В архиве находятся:
- 5 069 фондов, 2 367 069 личных дел за 1784—1999 года;
- 7 922 единиц научно-технической документации за 1964—1985 года;
- 1 577 единиц кинодокументов за 1959—1986 года;
- 39 309 единиц фотодокументов за 1946—1993 года;
- 555 единиц фонодокументов за 1960—1995 года[1].